# Eurysa dimidiata
Eurysa dimidiata är en insektsart som beskrevs av Claudius Rey 1891. Eurysa dimidiata ingår i släktet Eurysa och familjen sporrstritar.
Artens utbredningsområde är Frankrike. Inga underarter finns listade i Catalogue of Life.